# Фердинанд Мария (курфюрст Баварии)
Фердинанд Мария Баварский (нем. Ferdinand Maria von Bayern; 31 октября 1636, Мюнхен — 26 мая 1679[…], Обершлайсхайм, Баварский округ) — курфюрст Баварии с 1651 года из династии Виттельсбахов.

## Биография
Фердинанд Мария был старшим сыном баварского курфюрста Максимилиана I и Марии Анны Австрийской, дочери германского императора Фердинанда II и Марии Анны Баварской.
Он наследовал своему отцу в 1651 году, но в течение трёх лет реальную власть осуществляли регенты: мать Мария Анна и дядя Альбрехт VI (1584—1666).
Фердинанд Мария был коронован 31 октября 1654 года. Его абсолютистский стиль правления во многом определил подход других германских монархов того времени к руководству государственными делами.
Но наиболее заметный след в истории оставила его внешняя политика. Его глубокая приверженность католической религии предопределила внешнеполитический союз с Францией, но тем не менее Фердинанд Мария опасался вступать в открытую конфронтацию с Габсбургами и именно этим объяснялось его решение не выдвигать свою кандидатуру на выборах императора Священной Римской империи в 1657 году после смерти Фердинанда III. В 1663 году Фердинанд Мария даже поддержал Габсбургов в их конфликте с Османской империей (впрочем, небольшой вспомогательный корпус на помощь императору Леопольду I прислала тогда и Франция). Во время франко-голландской войны 1672—1678 годов Бавария держалась официального нейтралитета.
Фердинанд Мария модернизировал баварскую армию и ввел первый баварский административный кодекс для местных органов власти. Кроме этого, он отличался весьма заметной по тем временам бережливостью и сильно улучшил финансовое положение Баварии.
Кроме этого он оставил заметный след в области баварской культуры и искусства в качестве покровителя итальянского барокко, чему в немалой степени способствовала женитьба Фердинанда Марии на принцессе Савойского дома. В частности, в 1663 году в Мюнхене началось строительство знаменитой Театинеркирхе в знак признательности за рождение наследника престола будущего Максимилиана II. В 1664 году по его указу началось строительство дворца Нимфенбург в западной части Мюнхена. При нём получило европейскую известность Штарнбергское озеро, как место проведения многочисленных празднеств с участием венецианских гондол.
Он умер 26 мая 1679 года во дворце Шлайсхайм (старое здание) недалеко от Мюнхена и похоронен в крипте Театинеркирхе.

## Брак и семья
8 декабря 1650 года Фердинанд Мария женился на Генриетте Аделаиде Савойской, дочери герцога Виктора Амадея I и Кристины Марии Французской, дочери короля Генриха IV.
В этом браке родились семеро детей:
- Мария Анна Кристина Виктория (1660—1690)
- Максимилиан Эммануил (1662—1726)
- Луиза Маргарита Антония (1663—1665)
- Людвиг Амадей Виктор (1665)
- Каетан Мария Франц (1670)
- Йозеф Клеменс Каетан (1671—1723)
- Виоланта Беатриса (1673—1731)